# Leptodeuterocopus duchicela
Leptodeuterocopus duchicela là một loài bướm đêm thuộc họ Pterophoridae. Loài này có ở Ecuador.
Sải cánh dài 14–15 mm. Con trưởng thành bay vào tháng 1.